# 멕시코큰깔때기귀박쥐
멕시코큰깔때기귀박쥐(Natalus mexicanus)는 깔때기귀박쥐과 깔때기귀박쥐속(Natalus)에 속하는 남아메리카 박쥐의 일종이다. 멕시코와 중앙아메리카에서 발견된다.

## 분포
멕시코와 과테말라, 벨리즈, 엘살바도르, 온두라스, 니카라과, 코스타리카 그리고 파나마에서 발견된다. 저지대부터 해발 2400m 높이 지역까지 서식한다.